# Rosenberger Hochfrequenztechnik
Die Firma Rosenberger Hochfrequenztechnik GmbH & Co. KG ist ein Anbieter von Verbindungslösungen in der Hochfrequenz-, Fiberoptik- und Hochvolt-Technologie. Das Unternehmen ist Zulieferer für unterschiedliche Branchen wie z. B. Telekommunikation, Automobil-, Medizintechnik, sowie Datentechnik, industrielle Messtechnik und Luft- und Raumfahrttechnik.
Die Unternehmenszentrale befindet sich in Fridolfing (Oberbayern, Deutschland). Dort beschäftigt Rosenberger ca. 2.900 Mitarbeiter. Weltweit sind es mehr als 14.800 Angestellte in über 17 Ländern.
Im Geschäftsjahr 2021 erwirtschaftete Rosenberger einen Umsatz von 1,52 Mrd. Euro.

## Geschichte

Historisches Logo

Das Unternehmen wurde am 1. Januar 1958 von Hans Rosenberger senior in Tittmoning unter dem Namen Hans Rosenberger Maschinenbau gegründet. Die anfänglich kleine Schlosserei ist der Ursprung des heutigen Geschäftsbereiches Maschinenbau.
1967 stieg das Unternehmen in die Hochfrequenztechnik ein. Der Umzug auf das heutige Firmengelände im 8 km entfernten Fridolfing erfolgte 1968. Der Unternehmenssitz befindet sich jedoch weiterhin in Tittmoning. In den 1970er Jahren entwickelte sich der Geschäftsbereich der Hochfrequenztechnik zum Hauptumsatzträger und die Fertigung von Miniatur-Steckverbindern in Großserie begann.
Anfang der 1980er Jahre traten die Söhne Hans, Bernhard und Peter Rosenberger in das Unternehmen ein und RoDan wurde als erste Vertriebsgesellschaft in Dänemark eröffnet. Das erste eigene Verkaufsbüro Rosenberger France SARL in Frankreich folgte 1985. In den nächsten Jahren folgten weitere Vertriebsbüros und Firmenbeteiligungen in Europa, später die Gründung von europäischen Tochtergesellschaften:
- 1984: RoDan (Dänemark) (erste Vertriebsgesellschaft)
- 1985: Rosenberger France SARL (Frankreich) (erstes eigenes Verkaufsbüro), wurde 1991 in die neue Alpen Industries S.A. eingebracht
- 1988: Rosenberger Microwave Ltd. England (Niederlassung); 1991 wurde Rosenberger Micro-Coax U.K. gegründet, welche die Aufgaben von Microwave übernimmt und an der USA 50 % beteiligt ist.
- 1988: Rosenberger Svenska AB (Schweden) (Niederlassung); ging 1991 in neu gegründeter Gesellschaft "AB RSG Connection" auf, bei welcher Rosenberger mit 30 % beteiligt ist.
- 1989: Rosenberger-Micro-Coax Collegeville, USA (Partnerschaft mit UTI Corp.)
- 1993: Rosenberger Italia SRL
- 1994: eigene Vertriebsgesellschaft in Spanien
- 1994: Vertretung in den USA. Rosenberger Micro-Coax USA wurde ganz von UTI übernommen und von Vertriebsaufgaben befreit.
- 1995: Rosenberger Filicon GmbH in Ottobrunn (private Anteile der Rosenberger Brüder wurden erworben)
- 1996: Rosenberger of North America LLC (RNA), USA (Vertriebsgesellschaft)
- 1997: Beijing Rosenberger, China (Fertigungsbetrieb / Gesellschaft) wurde 2004 zu Rosenberger
- 1997: Beteiligung an der OSI Kommunikations- und Systemtechnik GmbH
- 1998: Rosenberger Carlberg AB, Schweden (Zusammenschluss mit Carlberg), Vertrieb und Kabelkonfektion
- 1999: Rosenberger RF Technology Pte. Ltd. Singapore (Gesellschaft); wurde 2006 aufgelöst
- 1999: Rosenberger Sudamerica Ltd., Chile
- 2002: Rosenberger Benelux B.V. (nachdem die dortige Vertretung andere geschäftliche Prioritäten verfolgte, wurde diese neu gegründet); wurde 2007 aufgelöst
- 2003: Rosenberger Hungary KFT (Montagestandort; Anteile des Partners Carlberg wurden übernommen)
- 2004: Rosenberger Leoni Site Solutions
- Seit Deutscher Einheit: Rosenberger Messtechnik Sachsen (Entwicklung und Fertigung von Präzisionskomponenten) tätig, diese wurde 2004 in das Unternehmen integriert (davor Eigentum von Bernhard Rosenberger)
- 2006: Rosenberger Shilpi Cable Technologies Ltd, Indien (Fertigungsfabrik), Werk in Bhiwadi geplant, Vertriebsbüro in Delhi entstand
- 2010: Rosenberger Domec Telecom S.A., Brasilien

Im Jahr 1985 stieg Rosenberger in den Fiberoptik-Markt ein.
Seit 1987 ist Rosenberger in Finnland, Schweden, Niederlande, Belgien, USA und Frankreich vertreten, die zu diesem Zeitpunkt aber noch keine eigenen Tochtergesellschaften waren.
1988 kamen Vertretungen in Spanien und Australien hinzu.
Im Jahr 1990 wurde die heutige Firma Rosenberger Hochfrequenztechnik GmbH & Co. KG vom Einzelunternehmen zur Kommanditgesellschaft und übernahm den französischen Kabelhersteller AL-PEN. Zudem beteiligte sich Rosenberger am italienischen Spezialisten für Wellenleiter und große Koax-Stecker SIAM SRL. 1993 ging SIAM in die Insolvenz, was dazu führte, dass eine neue Gesellschaft, Rosenberger Italia SRL, entstand.
In den 1990er Jahren setzte sich die Internationalisierung des Unternehmens mit der Gründung weltweiter Tochtergesellschaften fort. Weiterhin wurde eine Beteiligung an der OSI Kommunikations- und Systemtechnik GmbH erworben.
1999 fanden erste Gespräche zu einem Steckersystem speziell für Automobile mit Automobilherstellern statt.
2000 entwickelte Rosenberger FAKRA-Hochfrequenz-Steckverbinder für Telematik im Auto, welche den Einstieg in die Automobilelektronik ermöglichten. Zudem entstand im Jahr 2000 ein eigenes Werk in China (Beijing), das 2001 mit einem Zweigwerk in Shanghai, welches vorwiegend auf Lichtwellentechnik spezialisiert ist, in Betrieb ging. In der ersten Hälfte der 2000er Jahre wurden die Produktionskapazitäten durch weitere Produktionsstätten am Stammwerk, in China und Ungarn gesteigert.
2004 wurde das chinesische Tochterunternehmen Beijing Rosenberger zu Rosenberger Asia Pacific ausgeweitet und deckt den asiatisch-pazifischen Raum ab. 2006 wurde Rosenberger Indien mit einer eigenen Produktionsstätte gegründet.
2004 wurden Wellmantelkabel mit Leoni Special Cables gemeinsam technisch optimiert und über die Niederlassungen beider Parteien als Rosenberger Leoni Site Solutions weltweit vertrieben. Weltweite Montage- und Produktionsbetriebe befinden sich in Berkshire (England), Pozuelo (Spanien), Radeberg (Sachsen), Lidingö (Schweden), Birkeröd (Dänemark) und Lancaster (USA).
Am 25. September 2007 verstarb Hans Rosenberger sen. im Alter von 84 Jahren in einem Krankenhaus in Traunstein.
2007 ging ein Montagewerk in Ungarn in Betrieb.
Im Juni 2008 feierte die Firma Rosenberger ihr fünfzigjähriges Jubiläum. Gleichzeitig feiert die Tochtergesellschaft in China ihr zehnjähriges Jubiläum.
2009 übernahm Rosenberger die MagCode AG und entwickelte neue High-Voltage- und magnetische Stecksysteme. 2010 wurde der neuen Standort Rosenberger Domex Telecom in Brasilien eröffnet.
2012 wurden die Tochtergesellschaften in China und Nordamerika erweitert. In den Jahren 2013 bis 2015 wurden zusätzliche Produktionsstandorte in Betrieb genommen und bestehende umstrukturiert oder vergrößert. Das Vertriebsbüro Rosenberger Automotive Japan LLC wurde 2015 in Tokyo eröffnet.
Im Jahr 2016 wurde die Rosenberger Site Solutions GmbH in Laufen gegründet. In diesem Jahr feierte die Rosenberger North America ihr zwanzigjähriges sowie Rosenberger OSI ihr 25-jähriges Firmenjubiläum.
CE+ wurde 2017 umfirmiert zu Rosenberger Telematics GmbH. Rosenberger übernahm die Firma Greiner GmbH & Co. KG und es wurde ein neuer Fertigungsstandort in Ungarn eröffnet.
2019 übernahm Rosenberger die Firma Holocher & Bauer in Deutschland und Ungarn. Das Unternehmen wurde umbenannt in Rosenberger Automotive Cabling GmbH. Die Niederlassung Rosenberger Philippines wurde eröffnet und eine neue Produktionsstätte in Mexico in Betrieb genommen. Die übernommene Firma Greiner GmbH & Co. KG wurde zu Rosenberger Stanztechnik GmbH & Co. KG, und ein neues Logistikzentrum in Mühldorf am Inn (Deutschland) wurde bezogen.
2021 übernahmen Eric Küppers (CEO) und Kristijan Bauer (COO) die Geschäftsleitung der Rosenbergergruppe. Das Unternehmen befindet sich weiterhin im Familienbesitz, die Rosenberger-Brüder gehören dem neuen Verwaltungsrat an.

## Produkte
Hergestellt werden folgende Produkte:
- Signal- und Daten-Steckverbinder
- Kabelassemblies
- Hochvolt-Verbindungslösungen für Elektro-Fahrzeuge
- Messtechnik-Equipment
- Werkzeuge[3]

## Zertifizierungen
Rosenberger Hochfrequenztechnik ist u. a. zertifiziert nach:
- European Space Agency ESCC Zertifikat[5]
- Qualität:[6]
  - IATF 16949; 2016[7]
  - DIN EN 9100; 2018 / AS 9100D
  - ISO 9001; 2015
- Umwelt: ISO 14001; 2015[8]
- Arbeitsschutz: ISO 45001; 2018
- Energie: ISO 50001
- Akkreditierung als Kalibrierlabor: ISO/IEC 17025
- Logistik: - Zugelassener Wirtschaftsbeteiligter: AEO-C 100844[9]
- Bekannter Versender: DE/KC/01112-01[10]

## Auszeichnungen
- 2006 und 2012: "Bayerischer Qualitätspreis" der Bayerischen Staatsregierung in der Kategorie "Industrieunternehmen"[11]
- 2005, 2011, 2017 und 2020: BAYERNS BEST 50 - Preis des Bayerischen Staatsministeriums für Wirtschaft, Landesentwicklung und Energie[12]